# Exostema maynense
Exostema maynense är en måreväxtart som beskrevs av Eduard Friedrich Poeppig. Exostema maynense ingår i släktet Exostema och familjen måreväxter. Inga underarter finns listade i Catalogue of Life.